# Wilhelm Suida (Kunsthistoriker)
Wilhelm Emil Suida (geboren am 25. April 1877 in Neunkirchen, Österreich-Ungarn; gestorben am 29. Oktober 1959 in New York) war ein österreichisch-amerikanischer Kunsthistoriker. Er galt als Experte für die Malerei der italienischen Renaissance.

## Leben
Suida war der Sohn von Albert Suida (* um 1848; † 1894) und dessen Frau Bertha (geborene von Hein). Seine Mutter war mit Richard Wagner verwandt, der Kunsthistoriker Henry Thode war sein Onkel. Er besuchte ein Gymnasium in Wien und studierte danach Kunstgeschichte bei Alois Riegl und Franz Wickhoff an der Universität Wien sowie in Leipzig und schließlich bei seinem Onkel in Heidelberg. Hier verfasste er 1899 seine Dissertation, die die Genredarstellungen von Albrecht Dürer zum Thema hatte. In den Jahren 1902 bis 1904 war er als Assistent am Kunsthistorischen Institut in Florenz tätig, wo er Recherchen zu seiner Habilitationsschrift betrieb. Er kehrte nach Wien zurück und wurde 1905 an der Universität Wien habilitiert und lehrte dort als Privatdozent, 1909 bis 1910 unterrichtete er als Honorardozent an der Technischen Hochschule Graz. Von 1910 bis 1921 war er Leiter der Bildergalerie des Joanneums in Graz. 1911 wurde er dazu außerordentlicher Professor für neuere Kunstgeschichte an der Universität Graz neben Hermann Egger. Während des Ersten Weltkriegs diente er als Rittmeister. Seit 1922 war er Herausgeber der Kunstzeitschrift Belvedere.
In den Jahren 1934 bis 1938 war er vom Universitätsdienst beurlaubt. Nach dem Anschluss Österreichs und der Machtübernahme durch die Nationalsozialisten verließ er aus Opposition seine Heimat und emigrierte 1939 über England in die USA. Hier wurde er Berater des Kunstsammlers Samuel H. Kress und ab 1947 Leiter der Forschungsabteilung (head of the department of art-historical research) an dessen Stiftung, der Samuel H. Kress Foundation. 1947 wurde er amerikanischer Staatsbürger.

## Familie
Suida heiratete Hermine Eugenie Satory († 1956). Sie hatten eine Tochter Bertina (* 1922; † 1992), die am Institute of Fine Arts der New York University Kunstgeschichte studierte. Sie heiratete ihren Kommilitonen Robert Lee Manning, dem Suida eine Anstellung als Kurator für die Kress-Sammlung verschaffte. Seine Tochter Bertina wurde Kuratorin der Chrysler Collection. Die Familie trug eine eigene Kunstsammlung aus zumeist barocken Kunstgegenständen zusammen. Nach Suidas Tod im Jahr 1959 verblieb die Sammlung zunächst bei seiner Familie und wurde im Jahr 1999 als Suida-Manning-Sammlung dem Blanton Museum of Art der University of Texas at Austin vermacht.

## Veröffentlichungen (Auswahl)
Bibliography of the writings of William E. Suida. In: Studies in the history of art dedicated to William E. Suida on his eightieth birthday. Phaidon Press, London 1959, S. 393–402.
- Wilhelm Suida: Die Genredarstellungen Albrecht Dürers (= Studien zur deutschen Kunstgeschichte. Band 27). Heitz, Strassburg 1900 (archive.org – Dissertation).
- Wien. Die kaiserliche Gemälde-Galerie (= Moderner Cicerone. Band 1). Union Deutsche Verlagsgesellschaft, Stuttgart / Berlin / Leipzig 1903.
- Wien. Die Gemäldegalerie der k. k. Akademie d. bildenden Künste, die Sammlungen Liechtenstein, Czernin, Harrach und Schönborn-Buchheim (= Moderner Cicerone. Band 2). Union Deutsche Verlagsgesellschaft, Stuttgart / Berlin / Leipzig 1904.
- Wilhelm Suida: Florentinische Maler um die Mitte des XIV. Jahrhunderts. Heitz, Strassburg 1905 (archive.org – Habilitationsschrift).
- Genua (= Berühmte Kunststätten. Band 33). E. A. Seemann, Leipzig 1906 (archive.org).
- Die Spätwerke des Bartolommeo Suardi, genannt Brammantino (= Jahrbuch der kunsthistorischen Sammlungen des allerhöchsten Kaiserhauses. Band 26). 1907, S. 293–372 (digizeitschriften.de).
- Leonardo und sein Kreis. F. Bruckmann, München 1929, OCLC 459138278.
- Tizian. Orell Füssli, Zürich / Leipzig 1933.
- Kunst und Geschichte. Versuch einer Feststellung der Stileinheiten in der Kunsttätigkeit Europas. Phaidon Verlag, Köln 1960.